# 辰野町塩尻市小学校組合立両小野小学校
辰野町塩尻市小学校組合立両小野小学校（たつのまちしおじりししょうがっこうくみあいりつりょうおのしょうがっこう）は、長野県上伊那郡辰野町小野にある組合立の小学校である。辰野町塩尻市小学校組合の管理自治体は辰野町。組合長は辰野町長、副組合長は塩尻市長、会計管理者は辰野町会計管理者となっている。
塩尻市辰野町中学校組合立両小野中学校と共に小中一貫教育の両小野学園を形成。2015年からは北小野保育園（塩尻市）、小野保育園（辰野町）を含め保小中一貫教育を行っている。

## 沿革
- 1947年（昭和22年）4月1日 - 学制改革により小野村立小野小学校と筑摩地村立筑摩地小学校が発足[4]。
- 1953年（昭和28年）4月1日 - 小野小学校と筑摩地小学校学校を統合し、小野小学校の校地に小野村筑摩地村小学校組合立丙小野小字校を創立[5]。
- 1957年（昭和32年）12月22日 - 給食室竣工。体育館改装落成式と校歌制定発表会・記念演奏会を行われる。（作詞：亀井勝一郎、作曲：團伊玖磨[6]）
- 1959年（昭和34年）4月1日 - 小野村塩尻市小学校組合立両小野小学校となる。
- 1961年（昭和36年）4月1日 - 辰野町塩尻市小学校組合立両小野小学校となる。
- 2011年（平成23年）4月1日 - 小中一貫教育「両小野学園」開園。（施設分離型）
- 2015年（平成23年）4月1日 - 両小野学園が保小中一貫教育となる。

## 通学区域
- 上伊那郡辰野町大字小野及び大字小野筑
- 塩尻市大字北小野